# Kawasaki Motors Racing
Kawasaki Racing Team é a equipa oficial da Kawasaki Motors Racing no campeonato do mundo de MotoGP. Com a Kawasaki Ninja ZX-RR e pneus Bridgestone conduzem os motociclistas Anthony West e John Hopkins, que se encontrão no 18º e 16º lugar, respectivamente. A Kawasaki nunca ganhou nenhum campeonato do mundo de MotoGP.
A única vitória da Kawasaki na MotoGP foi no GP da Ilha de Man em 1975 quando a corrida foi vencida pelo britânico Mick Grant.